# جون شيلبي سبونغ
جون شيلبي «جاك» سبونغ (16 يونيو 1931 - 12 سبتمبر 2021) أسقف أمريكي بالكنيسة الأسقفية، من مواليد مدينة شارلوت بولاية كارولاينا الشمالية. شغل منصب أسقف نيوآرك بولاية نيوجيرسي منذ عام 1979 إلى عام 2000. كان سبونغ لاهوتيًا مسيحيًا ليبراليًا، ومحللًا دينيًا، ومؤلفًا دعا إلى إعادة التفكير على نحو أعمق في المعتقد المسيحي بعيدًا عن الألوهية والمذاهب التقليدية. كان معروفًا بآرائه التقدمية والمثيرة للجدل حول المسيحية، كرفضه للمذاهب المسيحية التقليدية، ودفاعه عن حقوق مجتمع الميم، ودعمه للحوار بين الأديان. أسهم سبونغ في برنامج ليفينغ ذا كويستشنز على قرص الفيديو الرقمي وكان ضيفًا في العديد من برامج البث التلفزيوني الوطني. توفي سبونغ في 12 سبتمبر 2021، في منزله في مدينة ريتشموند بولاية فيرجينيا، عن عمر يناهز 90 عامًا.

## النشأة
وُلد جون شيلبي سبونغ في 16 يونيو 1931 في مدينة شارلوت بولاية كارولاينا الشمالية. نشأ مرتادًا الكنائس الأصولية وتأثر كثيرًا بمعتقدات والدته الدينية. استمر سبونغ في التردد على الكنيسة، بعد وفاة والده وهو في سن الـ12، وبات أكثر انشغالًا بإيمانه. التحق بالمدارس العامة في شارلوت ثم بجامعة كارولاينا الشمالية في تشابل هيل، حيث تخرج بدرجة البكالوريوس في الآداب عام 1952 كأحد أعضاء جمعية فاي بيتا كابا. حصل على درجة الماجستير في اللاهوت من مدرسة فيرجينيا اللاهوتية عام 1955.

## مسيرته المهنية
رُسّم سبونغ للكهنوت الأسقفي عام 1955. شغل منصب عميد كنيسة القديس جوزيف في درم بولاية كارولاينا الشمالية منذ عام 1955 إلى عام 1957؛ وشغل دور عميد أبرشية كالفاري في مدينة تاربورو بولاية كارولاينا الشمالية منذ عام 1957 إلى عام 1965؛ وعميد كنيسة القديس يوحنا في مدينة لينشبرغ بولاية فيرجينيا منذ عام 1965 إلى عام 1969؛ ورئيس كنيسة القديس بولس في مدينة ريتشموند بولاية فيرجينيا منذ عام 1969 إلى عام 1976. أصبح سبونغ أسقفًا مساعدًا لأسقف نيوآرك في عام 1976.
أصبح سبونغ أسقفًا لأبرشية نيوآرك الأسقفية منذ عام 1979 إلى عام 2000. عُرف بصفته رئيسًا للجناح الليبرالي للكنيسة. كان من أوائل الأساقفة الأمريكيين الذين رسّموا امرأة لتصبح كاهنة (في عام 1977)، وكان أول من اضطلع بترسيم رجل مثلي مصرح بمثليته (روبرت ويليامز في عام 1989). أخضع مجلس أساقفة الكنيسة سبونغ في عام 1990 للرقابة، ردًا على ترسيم ويليامز. حذت الكنيسة حذوه في وقت لاحق. قضت محكمة أسقفية بأن المثلية الجنسية لا تتعارض مع مبادئها عام 1996، واعترفت الكنيسة بزواج المثليين في عام 2015. شغل سبونغ مناصب بصفة زائر وألقى محاضرات في المؤسسات اللاهوتية الأمريكية الكبرى، وأبرزها مدرسة اللاهوت بجامعة هارفارد. تقاعد عام 2000. بات عضوًا في مجلس أساقفة الكنيسة الأسقفية بعد تقاعده.
وصف سبونغ حياته بأنها رحلة من الفهم الحرفي للدين واللاهوت المحافظ في طفولته إلى رؤية موسعة للمسيحية. نسب سبونغ الفضل في مقابلة عام 2013، إلى الأسقف الأنجليكاني جون روبنسون باعتباره معلمه في هذه الرحلة وقال إن قراءة كتابات روبنسون في الستينيات أسفرت عن علاقة صداقة وتوجيه على مدار سنوات عديدة.
أسهم سبونغ في برنامج ليفنغ ذا كويستشنز على قرص الفيديو الرقمي بعدما حصد العديد من الجوائز وكان ضيفًا في برامج التلفزيون الوطنية المتنوعة (كبرنامج اليوم، وبوليتكلي إنكوريكت مع بيل ماهر، وديتلاين، و60 دقيقة، ولاري كينغ لايف). حصل سبونغ على درجة الدكتوراه الفخرية في اللاهوت من مدرسة فيرجينيا اللاهوتية وكلية القديس بول بولاية فيرجينيا، بالإضافة إلى الدكتوراه الفخرية في الآداب الإنسانية من كلية موهلينبرغ. منحته الجمعية الإنسانية الأمريكية، في عام 1999، جائزة أفضل إنسانوي للعام.